# Lupinus purdieanus
Lupinus purdieanus är en ärtväxtart som beskrevs av Charles Piper Smith. Lupinus purdieanus ingår i släktet lupiner, och familjen ärtväxter. Inga underarter finns listade i Catalogue of Life.